# Marcilly-la-Gueurce
Marcilly-la-Gueurce är en kommun i departementet Saône-et-Loire i regionen Bourgogne-Franche-Comté i östra Frankrike. Kommunen ligger i kantonen Charolles som tillhör arrondissementet Charolles. År 2022 hade Marcilly-la-Gueurce 135 invånare.

## Befolkningsutveckling
Antalet invånare i kommunen Marcilly-la-Gueurce
| Referens: INSEE |